# Вівіан Ям
Професор Вівіан Ям (кит. трад. 任詠華 народилася 10 лютого 1963 року в Гонконзі). Дипломований вчений (CSci), дипломований хімік (CChem), стипендіат Королівського хімічного товариства (FRSC) — гонконгський хімік. Ям є наймолодшою жінкою-членом, яка коли-небудь була обрана до Китайської академії наук. Вона була лауреатом премії L'Oréal - ЮНЕСКО для жінок у науці 2011 року «за її роботу над світловипромінювальними матеріалами та інноваційними способами захоплення сонячної енергії».

## Ранні роки та освіта
Вівіан Ям народилася в британському Гонконгу. Її батько був інженером-будівельником, хоча Ям каже, що ні він, ні мати не спрямовували її до кар’єри. Ям каже, що її заінтригував вигляд ртуті та трудоголік вагітна вчительки біології, яка навчала її до останньої хвилини до народження дитини.
Ям відвідувала англіканську гімназію. Вона отримала ступінь бакалавра з хімії (1985) і доктора філософії (1988) в Університеті Гонконгу (HKU). Навчалася Ям у Че Чі Мін, також вона була в команді з бадмінтону.

## Кар'єра
У 1988 році Вівіан Ям стала молодшим викладачем кафедри прикладних наук Міського університету Гонконгу. На той час там взагалі не було приміщень для навчання хімії. Вона допомогла створити бібліотеку з підручників хімії, а також замовити перші пробірки та хімікати. Наприкінці 1980-х років робота Ям привела її до Каліфорнійського технологічного інституту. В 1990 році вона навчалася  в Рочестерському університеті, потім в 1991 році поїхала вчитися в Імперський коледж Лондона  і залишалася там до 1992 року. Вона працювала з Нобелівським лауреатом Джефрі Вілкінсоном.
Ям працювала з елементами осмієм, платиною та рутенієм. Вона приєдналася до університету Гонконгу в 2001 році, де вона є професором хімії та енергетики. У 2007 році Ям стала стипендіатом програми Фулбрайта.
Ям була обрана до Китайської академії наук у 2001 році у віці 38 років, ставши наймолодшою жінкою-членом. Попереднім власником цього рекорду був Че, попередній наставник Яма. Вона була обрана членом Академії наук для країн, що розвиваються у 2006 році та іноземним асоційованим членом Національної академії наук США у 2012 році.

## Наукова діяльність
Основна сфера наукових інтересів Вівіан Ям — неорганічний, металоорганічний синтез і фотохімія, пов’язана з люмінесценцією та перетворенням сонячної енергії. Основна увага приділяється молекулярній будові та синтезу нових неорганічних і металоорганічних комплексів металів, які можуть знайти потенційне застосування як функціональні молекулярні матеріали на основі металів.  
Ям досліджує органічні світлодіоди, які є яскравішими та ефективнішими, ніж попередні люмінесцентні лампи; їх хімічний склад дозволив розробити набагато ефективніші дисплеї для екранів мобільних телефонів і портативних комп’ютерів. Цей органічний світлодіод можна нанести на прозорий пластик, скло або інші більш незвичайні матеріали, щоб також створити ефективніші автомобільні фари та більші телевізори з плоским екраном. За словами Ям, майже п'ята частина світової енергії використовується для створення освітлення, а створення більш ефективного освітлення матиме значний вплив на глобальне споживання енергії. За її словами, квантова теорія вказує на те, що ми можемо розробити лампи на основі металу, які містять хімічні речовини, ефективні на 100%. Фундаментальні роботи професора Ям про люмінесцентні поліядерні металеві комплекси та кластери, а також про світловипромінювальні металоорганічні сполуки, багаті вуглецем, отримали її міжнародне визнання.
Вона працювала також з тетраетилсвинцем, який на той час не був забороненою добавкою до бензину. Ця робота була на межі між органічними та неорганічними сполуками.

## Нагороди та відзнаки
- Державна нагорода з природничих наук 2005 року
- Премія Гонконгу видатним жінкам-професіоналам і жінкам-підприємцям 2008 року
- Премію Фулбрайта в Гонконзі 2007 року
- Десять видатних молодих людей Гонконгу 2002 року
- Старшого наукового співробітника Фонду Краучера (2000–01)
- Премія Японської фотохімічної асоціації за лекції для фотохіміків Азії та Океанії (премія Ейкоша) у 2006 році
- Нагорода HKU за видатні наукові досягнення за 2006-07 роки
- Премія Хо Люн Хо Лі за науково-технічний прогрес (2011)
- Премія L'OREAL-ЮНЕСКО «Жінки в науці» (2011)
- 13-та Всесвітня премія видатного Китаю (2013)
- Нагорода Королівського хімічного товариства Людвіга Монда (2015)
- Астероїд 83363 Ямвінгва, відкритий Біллом Юнгом у 2001 році, був названий на її честь

## Особисте життя
У 1990 році Вівіан Ям вийшла заміж за Патріка Шінг-Тата Мака (кит.: 麥成達), з яким познайомилася в лабораторії Че, де вони разом проводили дослідження. Мають двох дочок.